# Amar Ferhatović
Amar Ferhatović (Szarajevó, 1977. május 3. –) bosnyák válogatott labdarúgó.

## Mérkőzései a bosnyák válogatottban
| #  | Dátum            | Ellenfél                | Eredmény | Kiírás                                            | Esemény    |
| -- | ---------------- | ----------------------- | -------- | ------------------------------------------------- | ---------- |
| 1. | 2001. június 20. | Szlovák liga-válogatott | 1 – 0    | Merdeka-torna csoportkör (nem-hivatalos mérkőzés) | becserélve |
| 2. | 2001. június 24. | Malajzia                | 2 – 2    | Merdeka-torna csoportkör                          |            |
| 3. | 2001. június 30. | Üzbegisztán             | 1 – 2    | Merdeka-torna döntő                               | 60'        |

## Sikerei, díjai
FK Sarajevo:
- Bosznia-hercegovinai labdarúgókupa: 2005